# Manufaktur Löschenkohl

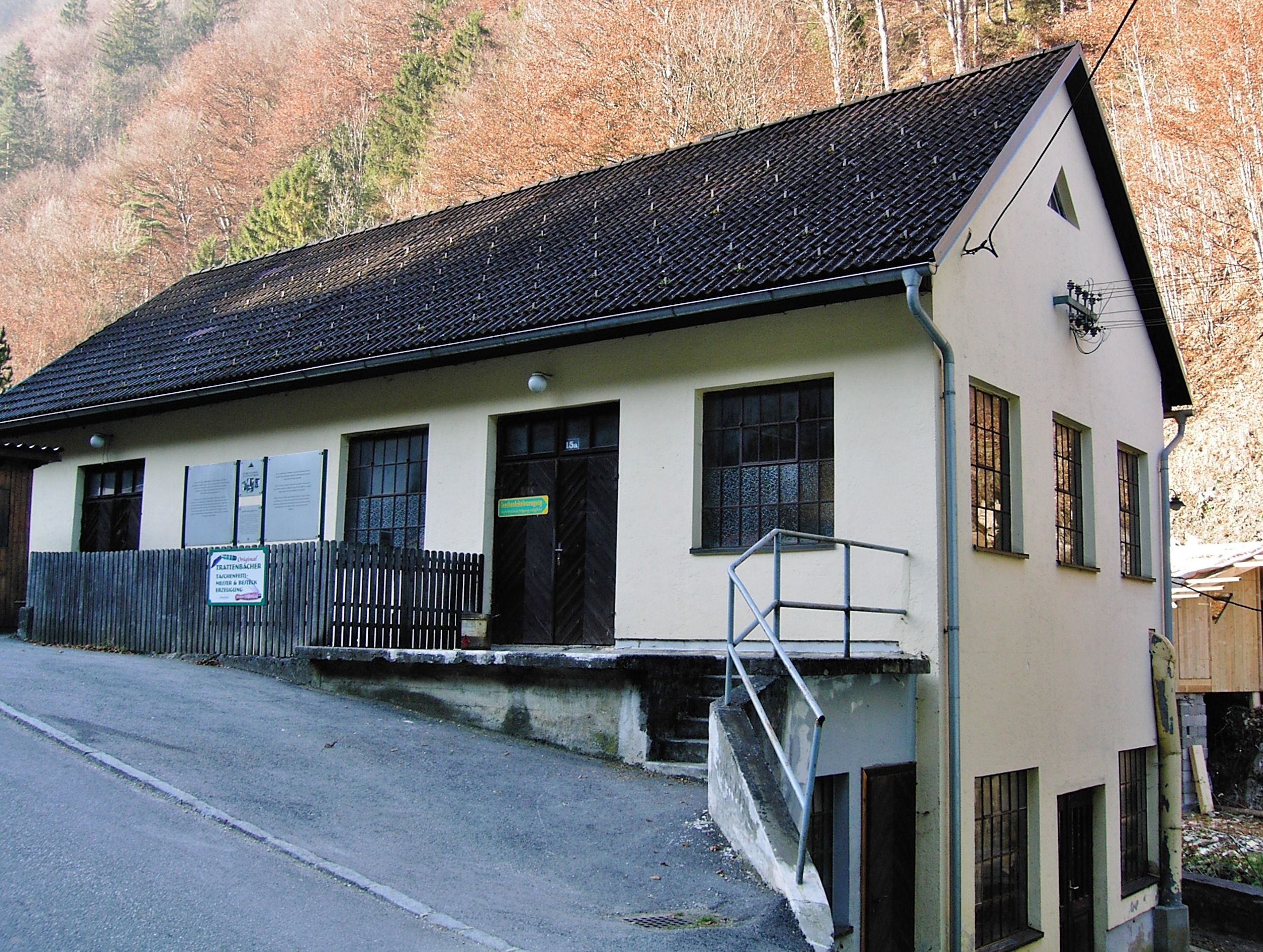
Feitelwerkstätte Löschenkohl

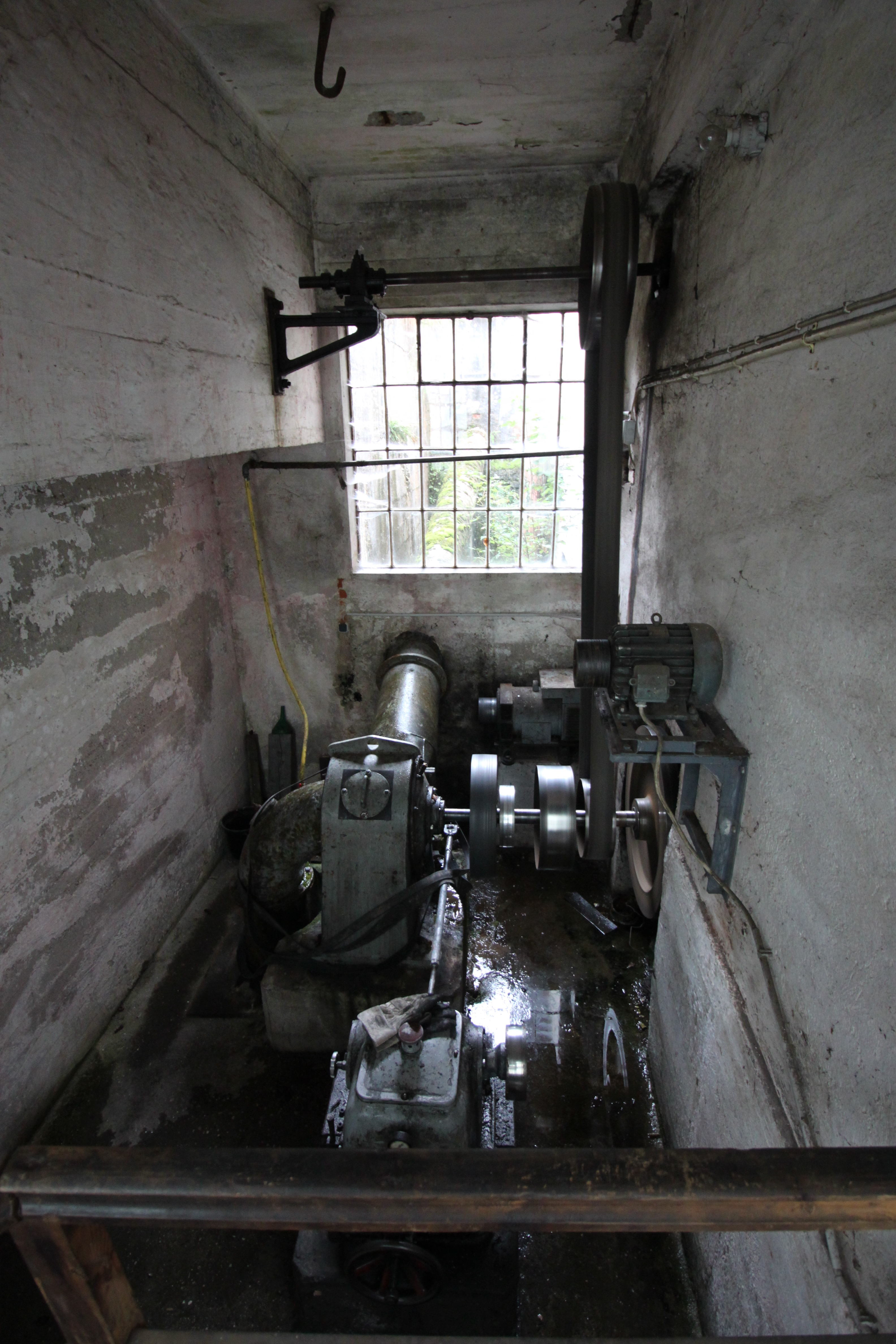
Turbinenraum Löschenkohl

Die Manufaktur Löschenkohl bezeichnet ein Werkstatthaus im Trattenbachtal in der Marktgemeinde Ternberg im Bezirk Steyr-Land in Oberösterreich. Die ehemalige Messerschmiede und heutiger Teil des Themenweges vom Museumsdorf Tal der Feitelmacher steht unter Denkmalschutz (Listeneintrag).

## Geschichte
Um 1500 wanderte ein Bartholomäus Löschenkohl aus Frankreich nach Steinbach an der Steyr (Messerermuseum Steinbach an der Steyr) ein. Die Steinbacher Messererinnung nahm den Wirtschaftsflüchtling auf. Nachkommen des Löschenkohl zogen über das Messerer-Gscheid (über den Berg) in das Trattenbachtal, um das dortige Gefälle des Baches zu nutzen. Es entstanden mit 14 Familien 14 Wasserräder mit den dazugehörigen Werkstättenhäusern. Die Namen der Meister lauteten zumeist auf Löschenkohl, Söllner und Wendtner.

## Bilder

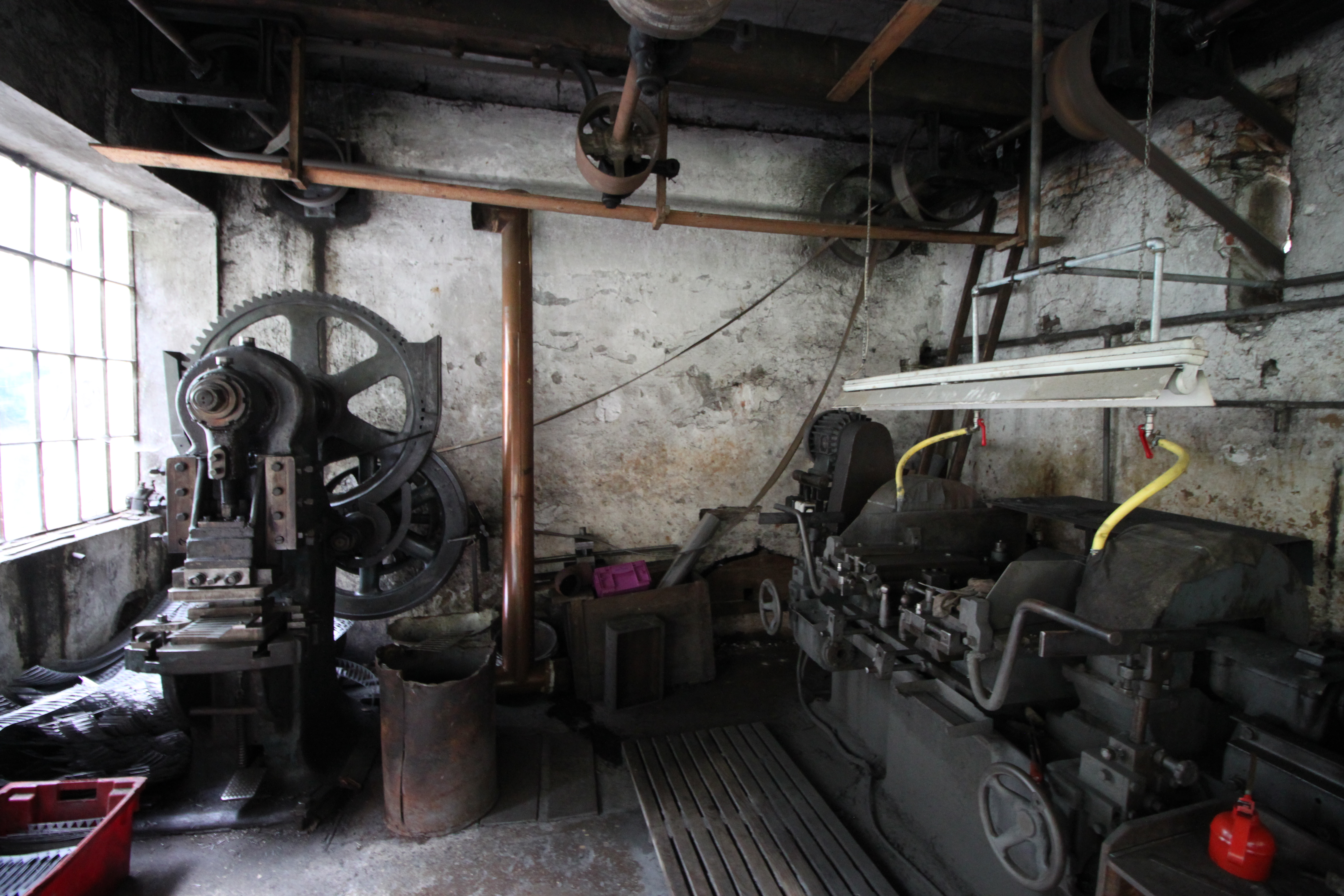
Raum eins im Erdgeschoß, Hauptwelle der Transmission oben rechts
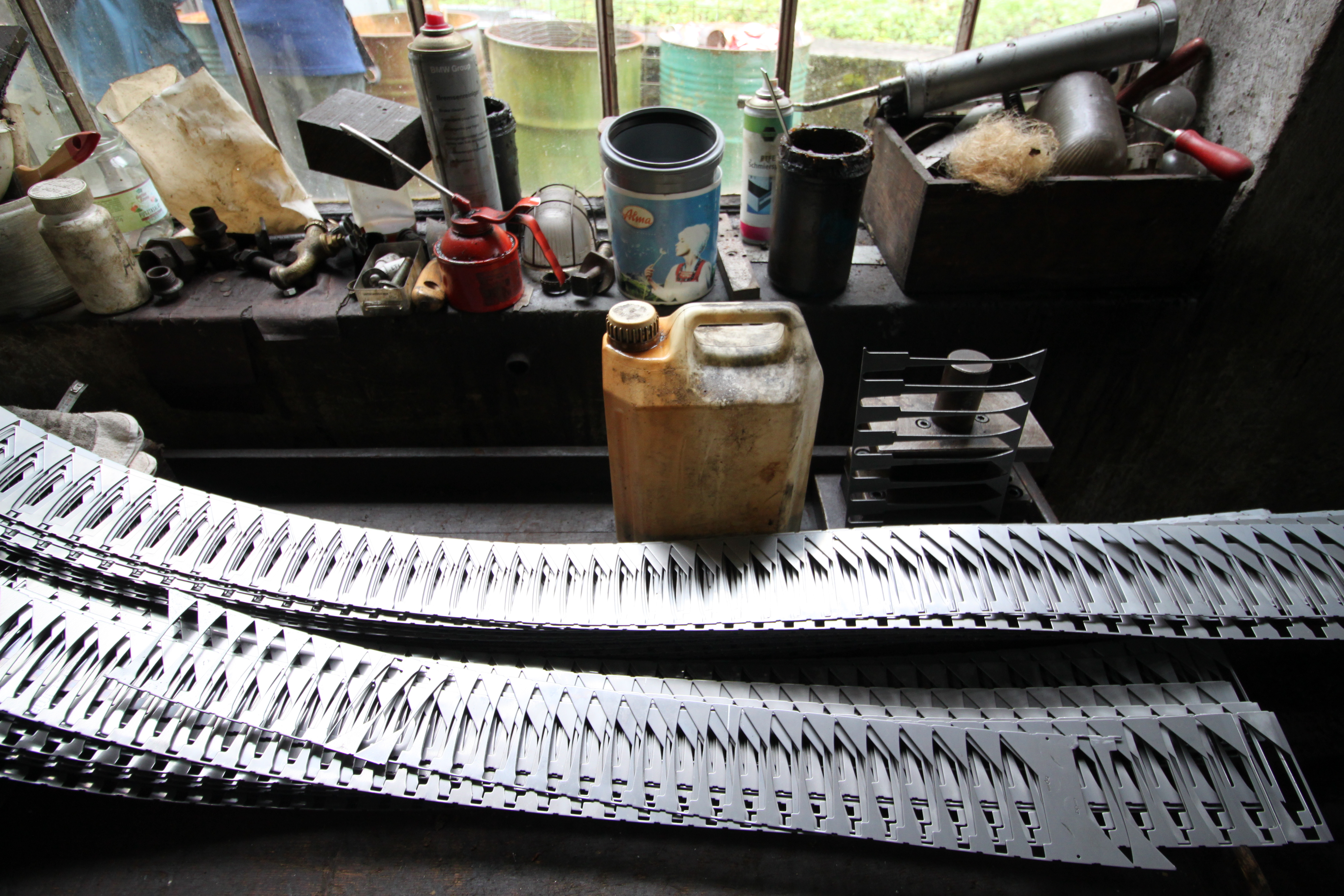
Verschnitt der gestanzten Klingen